# Robert Remak (matemático)
Robert Erich Remak (Berlim, 14 de fevereiro de 1888 – Auschwitz, 13 de novembro de 1942) foi um matemático alemão. É conhecido principalmente por seu trabalho sobre teoria dos grupos (decomposição de Remak). Suas outras áreas de interesse foram teoria algébrica dos números, economia matemática e geometria dos números. Filho do neurologista Ernst Julius Remak e neto do embriologista Robert Remak.

## Biografia
Robert Remak estudou na Universidade Humboldt de Berlim, onde obteve um doutorado em 1911, orientado por Ferdinand Georg Frobenius e Hermann Amandus Schwarz, com a tese Über die Zerlegung der endlichen Gruppen in indirekte unzerlegbare Faktoren ("On the decomposition of a finite group into indirect indecomposable factors"), estabelecendo que quaisquer duas decomposições de um grupo finito em um produto direto são relacionadas por um automorfismo central. Uma forma fraca desta afirmação, unicidade, foi provada a primeira vez por Joseph Wedderburn em 1909. Mais tarde o teorema foi generalizado por Wolfgang Krull e Otto Schmidt para algumas classes de grupos infinitos e tornou-se conhecido como teorema de Krull–Schmidt ou o teorema de Krull–Remak–Schmidt.
Embora sua tese tenha sido publicada em 1911, foi rejeitada diversas vezes, obtendo a habilitação apenas em 1929. Durante este tempo escreveu diversos artigos sobre geometria dos números. Entre 1929 e 1933 foi privatdozent na Universidade de Berlim. No ensaio de 1929 Kann die Volkwirtschaftslehre eine exakte Wissenschaft werden? ("Can economics become an exact science?"), Remak analisou a formação dos preços em economias socialistas e capitalistas. Também antecipou o papel dos computadores digitais na solução numérica de sistemas de equações lineares. A análise de Remak pode ter influenciado John von Neumann, mas a maior parte de suas publicações não foi traduzida para o inglês, permanecendo pouco conhecida e apreciada na comunidade de língua inglêsa.
Foi aprisionado na Noite dos Cristais em 9 de novembro de 1938, retido no Campo de concentração de Sachsenhausen durante várias semanas. Após uma campanha sem sucesso de sua mulher para obter uma permissão para ele emigrar para os Estados Unidos, foi solto e permitido ir para Amsterdam. Em 1942 foi preso pelas autoridades de ocupação alemã na Holanda e deportado para Auschwitz, onde foi morto.